# أليكس تيليس
أليكس نيكولاو تيليس (بالبرتغالية: Alex Telles) (ولد في 15 ديسمبر 1992)، هو لاعب كرة قدم برازيلي محترف، يلعب كظهير أيسر في فريق بوتافوغو في الدوري البرازيلي الدرجة الأولى.
بدأ تيليس مسيرته في نادي جوفينتود، ومن ثم انتقل إلى نادي جريميو في 2013 حيث تم التصويت له كأفضل ظهير أيسر في الدوري البرازيلي. في يناير 2014، انتقل إلى نادي غلطة سراي التركي، حيث فاز بالعديد من الألقاب، بما في ذلك الدوري التركي، وكأس تركيا، وكأس السوبر التركي. بعد ذلك، أعير إلى إنتر ميلان الإيطالي في موسم 2015-2016.
في يوليو 2016، انتقل إلى نادي بورتو البرتغالي وأصبح أحد أفضل اللاعبين في مركز الظهير الأيسر في الدوري، وحقق العديد من الألقاب مع الفريق، بما في ذلك دوري البرتغال، وكأس البرتغال، وكأس السوبر البرتغالي. كما تم اختياره في فريق العام للدوري البرتغالي لمدة ثلاث سنوات متتالية.
في أكتوبر 2020، انتقل إلى مانشستر يونايتد الإنجليزي مقابل 18 مليون يورو. يذكر أن تيليس يحمل الجنسية الإيطالية بالإضافة إلى الجنسية البرازيلية، وقد مثل منتخب البرازيل لأول مرة على المستوى الدولي في 2019.

## روابط خارجية
- أليكس تيليس على موقع الاتحاد الأوربي (الإنجليزية)
- أليكس تيليس على موقع اتحاد تركيا (لاعب) (الإنجليزية)
- أليكس تيليس على موقع إي إس بي إن إف سي (الإنجليزية)
- أليكس تيليس على موقع قاعدة بيانات كرة القدم.إي يو (الإنجليزية)
- أليكس تيليس على موقع ليكيب (الفرنسية)
- أليكس تيليس على موقع ناشيونال فوتبول تيمز (الإنجليزية)
- أليكس تيليس على موقع Soccerbase.com (لاعب) (الإنجليزية)
- أليكس تيليس على موقع Soccerway.com (الإنجليزية)
- أليكس تيليس على موقع عالم كرة القدم.نت (الإنجليزية)
- أليكس تيليس على موقع AS.com (الإسبانية)